# Фельгенгауер Павло Євгенійович
Павло Євгенійович Фельгенга́уер (нар. 6 грудня 1951, Москва) — російський біолог, журналіст, воєнний оглядач.

## Біографія
За освітою біолог, випускник біологічного факультету МДУ (1975), кандидат наук (1987). У якості наукового співробітника Інституту біології розвитку АН СРСР займався молекулярною біологією.
Після розпаду СРСР почав працювати у журналістиці. Працював штатним воєнним оглядачем «Незалежної газети» (1991—1993) й газети «Сьогодні» (1993—1999). Входив до складу редколегії останнього видання. Починаючи з 1999 року виступає як незалежний воєнний оглядач та аналітик. На початку п'ятиденної війни у інтерв'ю телеканалу BBC давав високу оцінку діям грузинських артилерійських частин та передбачав «тисячні» втрати російський військ. Авторські матеріали журналіста виходять на сторінках газети The Moscow Times і «Нової газети», а його експертні висновки можна зустріти у ряді російських та іноземних ЗМІ. Регулярний гість ефірів радіостанцій «Эхо Москвы» і «Радио Москвы». Вітчим журналістки радіостанції «Эхо Москвы» Тетяни Фельгенгауер.
Указом № 174 від 2 лютого 1993 року Бориса Єльцина нагороджений медаллю «Захиснику вільної Росії» за участь у придушенні Серпневого путчу 1991 року.